# Тымпы
Тымпы (якут. Тыымпы) — село в Вилюйском улусе Якутии России. Административный центр и единственный населённый пункт Первого Тогусского наслега. Население — 483 чел. (2021), большинство — якуты .

## География
Село расположено на западе региона, в восточной части Центрально-Якутской равнины, на левом берегу долины реки Тангнары, у озёр Эбе, Бере 3-е, Хатын, Эбересер и др..
Географическое положение
Расстояние до улусного центра — города Вилюйск — 104 км..
Климат
В населённом пункте, как и во всем районе, климат резко континентальный, с продолжительным зимним и коротким летним периодами. Зимой погода ясная, с низкими температурами. Устойчивые холода зимой формируются под действием обширного антициклона, охватывающего северо-восточные и центральные улусы. Средняя месячная температура воздуха в январе находится в пределах от −28˚С до −40˚С..

## История
Согласно Закону Республики Саха (Якутия) от 30 ноября 2004 года N 173-З N 353-III село возглавило образованное муниципальное образование Первый Тогусский наслег.

## Население
| 2002 | 2010 | 2012 | 2013 | 2014 | 2015 | 2016 | 2017 | 2018 | 2019 | 2020 |
| ---- | ---- | ---- | ---- | ---- | ---- | ---- | ---- | ---- | ---- | ---- |
| 562  | ↘534 | ↘521 | ↘509 | ↘504 | ↗509 | ↘493 | ↘484 | ↘480 | ↘472 | ↘465 |
| 2021 |      |      |      |      |      |      |      |      |      |      |
| ↗483 |      |      |      |      |      |      |      |      |      |      |

Национальный состав
Согласно результатам переписи 2002 года, в национальной структуре населения якуты составляли 99 % от общей численности населения в 562 чел..

## Инфраструктура
Животноводство (мясо-молочное скотоводство, мясное табунное коневодство)
Дом культуры, средняя общеобразовательная школа, учреждения здравоохранения и торговли.

## Транспорт
Автодорога районного значения.